# À travers le Morbihan 1997
À travers le Morbihan 1997, ottava edizione della corsa con questo nome e ventiduesima in totale, valida come evento UCI categoria 1.4, si svolse il 24 luglio 1997 su un percorso di 200 km. Fu vinta dal francese Christophe Agnolutto che giunse al traguardo con il tempo di 4h46'37", alla media di 41,868 km/h.

## Ordine d'arrivo (Top 10)
| Pos. | Corridore            | Squadra         | Tempo    |
| ---- | -------------------- | --------------- | -------- |
| 1    | Christophe Agnolutto | Casino          | 4h46'37" |
| 2    | Jacky Durand         | Casino          | a 1'04"  |
| 3    | Xavier Jan           | Franç. des Jeux | a 1'08"  |
| 4    | Frédéric Bessy       | Casino          | a 2'38"  |
| 5    | Frédéric Pontier     | Casino          | a 2'39"  |
| 6    | Damien Nazon         | Franç. des Jeux | a 4'12"  |
| 7    | Stéphane Barthe      | Casino          | s.t.     |
| 8    | Cédric Vasseur       | GAN             | s.t.     |
| 9    | Christophe Rinero    | Cofidis         | s.t.     |
| 10   | David Lefèvre        | Casino          | s.t.     |